# Live Earth

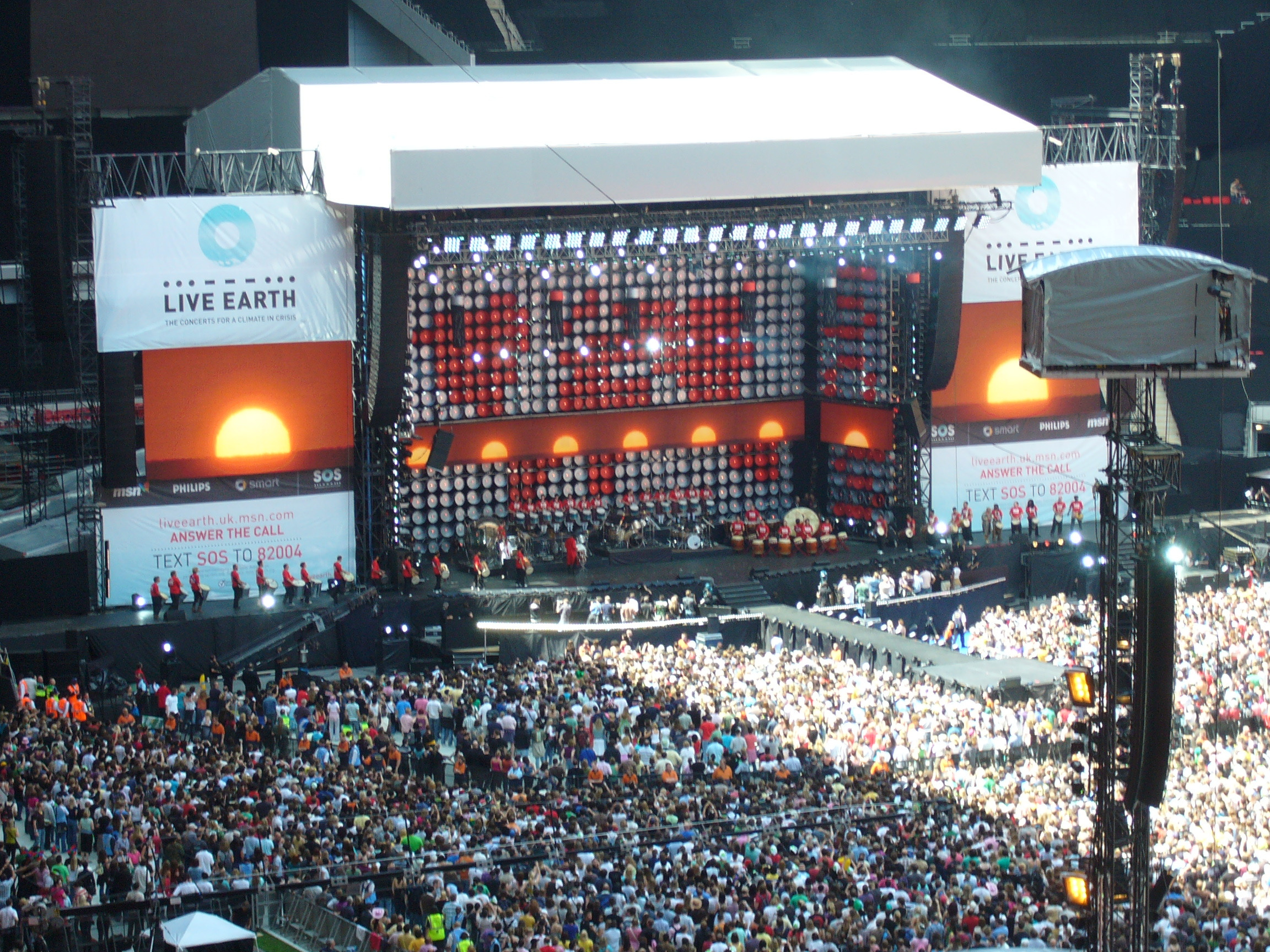
Het Live Earth concert in Londen in het Wembley Stadium.

Live Earth was een evenement op 7 juli 2007 waarbij op diverse locaties in (wereld)steden op 7 continenten concerten werden gehouden ten behoeve van aandacht voor het klimaat. Een voortrekkersrol hierin vervulde de voormalige vicepresident van de Verenigde Staten, Al Gore, en producer Kevin Wall.

## Organisatie

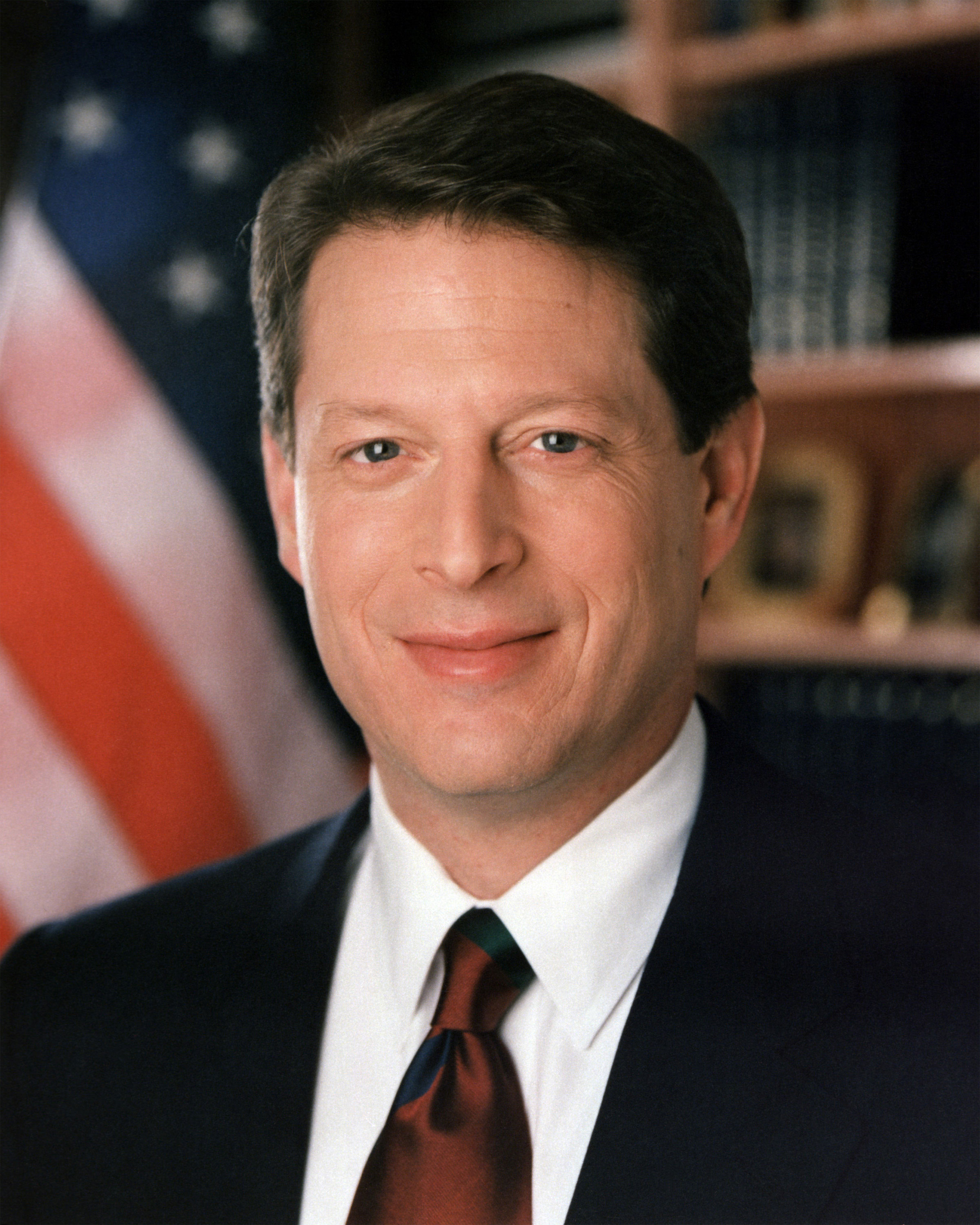
Al Gore

Het idee van de Live Earth-concerten is gebaseerd op de benefietconcerten die Bob Geldof eerder bedacht, Live Aid (1985) en Live 8 (2005). Al Gore en Kevin Wall waren met hun organisatie SOS (Save Our Selves) al enkele jaren bezig om de mens bewust te maken van de gevolgen van de opwarming van de aarde. Zo bracht Gore in 2006 al het zeer succesvolle boek en de even populaire film An Inconvenient Truth (Een Ongemakkelijke Waarheid) uit.
Op 15 februari kondigden Gore, Wall, Pharrell Williams, Sting, Jon Bon Jovi en Cameron Diaz gezamenlijk de concerten aan. Er werd bekendgemaakt dat de concerten in Johannesburg, Hamburg, Londen, Sydney, Kioto, Rio de Janeiro, Shanghai, Amsterdam en Washington D.C. zouden plaatsvinden. Bovendien zal er op Antarctica voor het eerst een rockconcert worden uitgevoerd door vijf aldaar gestationeerde wetenschappers.

## Concept
Al Gore bracht in 2006 wereldwijd zijn documentaire An Inconvenient Truth (' Een Ongemakkelijke Waarheid ') over klimaat, duurzaamheid en samenleving. Op zijn rondreis toen door de wereld heeft hij ook Nederland aangedaan. Hij kondigde begin 2007 aan dat op 7 juli dat jaar een internationaal festival zou worden gehouden op alle continenten om nadrukkelijk aandacht te vragen voor het klimaat.
Andere organisaties en personen hebben in het verleden ook ideeën en concepten gehad om op 7-7-7 iets te organiseren al dan niet intercontinentaal. Zo was er bijvoorbeeld de organisatie: 21World ('To One World without Poverty and Prosperity problems') oftewel '21Wereld' die op 7 juli op 7 continenten vanuit 7 stadions een wereldwijd festival wilde organiseren: 21World Festival.

### Doel
Het doel van Live Earth was: het wereldwijde bereik van muziek gebruiken om mensen op massale schaal over te halen op te treden tegen klimaatveranderingen. Met de concerten, die via televisie, radio en internet werden uitgezonden, beoogde de organisatie achter Live Earth 2 miljard mensen te bereiken. De opbrengsten van het hele evenement, moest de basis vormen van een nieuw meerjarig actieplan om klimaatveranderingen tegen te gaan.

## Continenten/locaties

Er waren optredens in verschillende landen.

Op diverse locaties in (wereld)steden op 7 continenten heeft de reeks van concerten plaatsgevonden.
Afrika
- Coca Cola Dome, Randburg niet ver van Johannesburg, Zuid-Afrika

Noord-Amerika
- Giants Stadium, East Rutherford, New Jersey, Verenigde Staten
- National Mall, Washington D.C., Verenigde Staten (de tuinlocatie van het Smithsonian Museum voor Indiaanse Cultuur en Geschiedenis, werd op het laatst toegevoegd)[3]

Zuid-Amerika
- Copacabana Strand, Rio de Janeiro, Brazilië

Antarctica
- Brits Antarctisch Territorium, (Princess Elisabeth Station)

Azië
- Makuhari Messe, Chiba, Japan
- Tō-ji, Kioto, Japan
- Oriental Pearl Tower, Shanghai, China

Australië
- Aussie Stadium, Moore Park, Sydney, Australië

Europa
- Wembley Stadium, Londen, Verenigd Koninkrijk
- HSH Nordbank Arena, Hamburg, Duitsland

## Programma-schema
Japan beet de spits af met tweede concerten, in Tokio en Kioto.
Vanwege de verschillende tijdzones in de wereld begon met het festivalprogramma en de concertreeks in het Zuidelijk halfrond in Australië, waarna Azië (13:00 uur, Nederlandse tijd) volgde en vervolgens Europa (14:00 uur), Zuid-Afrika (18:00 uur), daarna de Verenigde Staten (20:30 uur) en Zuid-Amerika (21:00 uur) en eindigde men in Antarctica.

## Kritiek
Bob Geldof reageerde tijdens een congres in Boedapest niet positief op het initiatief van Gore. In een interview met de Volkskrant stelde Geldof: "Live Earth mist een einddoel. Ik zou dit alleen organiseren als ik op het podium keiharde milieumaatregelen kon aankondigen van de Amerikaanse presidentskandidaten, het Congres of grote bedrijven. Zulke garanties hebben ze niet".

## Steun
Gore kreeg onder meer politieke steun van gouverneur Arnold Schwarzenegger, die in Californië de uitstoot van broeikasgassen beoogde terug te dringen. Daarnaast van burgemeester Michael Bloomberg van New York, die alleen nog hybride taxi's wilde zien in zijn stad.

## Artiesten
De volgende artiesten hebben meegewerkt aan Live Earth:
- 12 Girls Band
- A.F.I.
- Abingdon Boys School
- Ai Otsuka
- Akon
- Ali B
- Alicia Keys
- Angelique Kidjo
- Anthony Wong
- Akaya
- Baaba Maal
- Beastie Boys
- The Black Eyed Peas
- Bloc Party
- Blue King Brown
- Bon Jovi
- Bonnie Pink
- Chris Cornell
- Cocco
- Corrine Bailey Rae
- Crowded House
- Damien Rice
- Danny K
- Dave Matthews Band
- David Gray
- Duran Duran
- Eason Chan
- Ellen ten Damme
- Enrique Iglesias
- Eskimo Joe
- Evonne Hsu
- Fall Out Boy
- Fedde le Grand
- Foo Fighters
- Genesis
- Genki Rockets
- Ghostwriters
- Gogol Bordello
- Huang Xiao Ming
- Ida Corr
- Jack Johnson
- John Mayer
- John Legend
- Joss Stone
- Kanye West
- Keane
- Kelly Clarkson
- Kenna
- Kylie Minogue
- Koda Kumi
- KoЯn
- Lenny Kravitz
- Linkin Park
- Madonna
- Mando Diao
- Maná
- McFly
- Melissa Etheridge
- Metallica
- Nightmare （ナイトメア）
- Otsuka Ai
- Paolo Nutini
- Pharrell Williams
- The Police
- Ray LaMontagne
- Razorlight
- Red Hot Chili Peppers
- Rihanna
- Robin Thicke
- Roger Taylor (Queen)
- Roger Waters
- Sarah Brightman
- Shakira
- Sheryl Crow
- Snoop Dogg
- Snow Patrol
- Spinal tap
- The Pussycat Dolls
- Tim McGraw
- Wolfmother
- UB40
- Yusuf Islam

## Televisie- en radio-uitzendingen
Live Earth werd in meer dan 120 landen uitgezonden.
In Nederland werd het evenement zo veel mogelijk integraal uitgezonden van zaterdagochtend 08:00u. tot zondagochtend op Nederland 3 door BNN en de NOS. Een en ander werd gecombineerd met een centrale presentatie vanuit het Westerpark in Amsterdam, waar tevens een eigen locatie was ingericht voor een parallel programma: Live Earth Alert met optredens en interviews van 12:00-23:00u. en waar reportages binnenkwamen van Nederlandse reporters van verschillende locaties op andere continenten.
Ook werd een 24-uursregistratie gedaan op Radio 3FM. Verschillende publiekeomroeppartijen werkten samen: NOS, BNN, Nederland 3 en 3FM.
Ook in Vlaanderen werd Live Earth op de voet gevolgd. Jongerenzender JIMtv startte vanaf zaterdagochtend om 10u met een marathonuitzending van 22 uur waar live werd overschakeld naar de verschillende wereldsteden.

## Live Earth Alert
In Amsterdam werd op 7 juli in het Westerpark en op het Westergasterrein (terrein van de voormalige Westergasfabriek) het Live Earth Alert-evenement gehouden, de Nederlandse variant van en toevoeging op 'Live Earth'. Het betrof zowel eigen televisie- als radio-uitzendingen, alsmede doorgifte van de concertreeks van andere continenten en reportages, een en ander gecombineerd met een door Nederland georganiseerd eigen festival en optredens, waarbij klimaatneutraliteit dan wel -compensatie ervan in het oog zou worden gehouden.

## Trivia
- Het Wembley Stadium in Londen werd op 1 juli ook gebruikt voor het Concert voor Diana, ter herdenking van de 10e sterfdag van Diana Frances Spencer. Sommige faciliteiten konden zo in een week tijd twee keer gebruikt worden.